# Tossal Gros (Conca de Dalt)
El Tossal Gros és una muntanya de 809,4 metres que es troba al municipi de la Conca de Dalt, a la comarca del Pallars Jussà, en el límit dels antics termes d'Aramunt i Hortoneda de la Conca, tots dos actualment integrats en el de Conca de Dalt. Està situat al sud-est del poble d'Aramunt, i forma part dels contraforts de la muntanya de Sant Corneli.